# OR13C4
Olfaktorni receptor 13C4 je protein koji je kod ljudi kodiran OR13C4 genom.
Olfaktorni receptori formiraju interakcije sa molekulima mirisa u nosu, čime se inicira neuronski respons koji izaziva percepciju mirisa. Oni su odgovorni za prepoznavanje i G proteinima posredovanu transdukciju mirisnih signala. Proteini olfaktornih receptora su članovi velike familije G protein spregnutih receptora (GPCR). Poput mnogih receptora za neurotransmitere i hormone, olfaktorni receptori imaju strukturu 7-transmembranskog domena. Oni su kodirani genima sa jednim eksonom. Geni olfaktornih receptora su najveća familija genoma. Nomenklatura gena i proteina olfaktornih receptora je nezavisna od drugih organizama.

## Literatura
- Parmentier M; Libert F; Schurmans S;  . (1992). „Expression of members of the putative olfactory receptor gene family in mammalian germ cells.”. Nature. 355 (6359): 453—5. PMID 1370859. doi:10.1038/355453a0.
- Fuchs T; Malecova B; Linhart C;  . (2003). „DEFOG: a practical scheme for deciphering families of genes.”. Genomics. 80 (3): 295—302. PMID 12213199. doi:10.1006/geno.2002.6830.
- Hoppe R, Breer H, Strotmann J (2004). „Organization and evolutionary relatedness of OR37 olfactory receptor genes in mouse and human.”. Genomics. 82 (3): 355—64. PMID 12906860. doi:10.1016/S0888-7543(03)00116-2.
- Malnic B, Godfrey PA, Buck LB (2004). „The human olfactory receptor gene family.”. Proc. Natl. Acad. Sci. U.S.A. 101 (8): 2584—9. PMC 356993 . PMID 14983052. doi:10.1073/pnas.0307882100.
- Humphray SJ; Oliver K; Hunt AR;  . (2004). „DNA sequence and analysis of human chromosome 9.”. Nature. 429 (6990): 369—74. PMC 2734081 . PMID 15164053. doi:10.1038/nature02465.

## Spoljašnje veze
- OR13C4+protein,+human на 